# Tylne koła zębate roweru

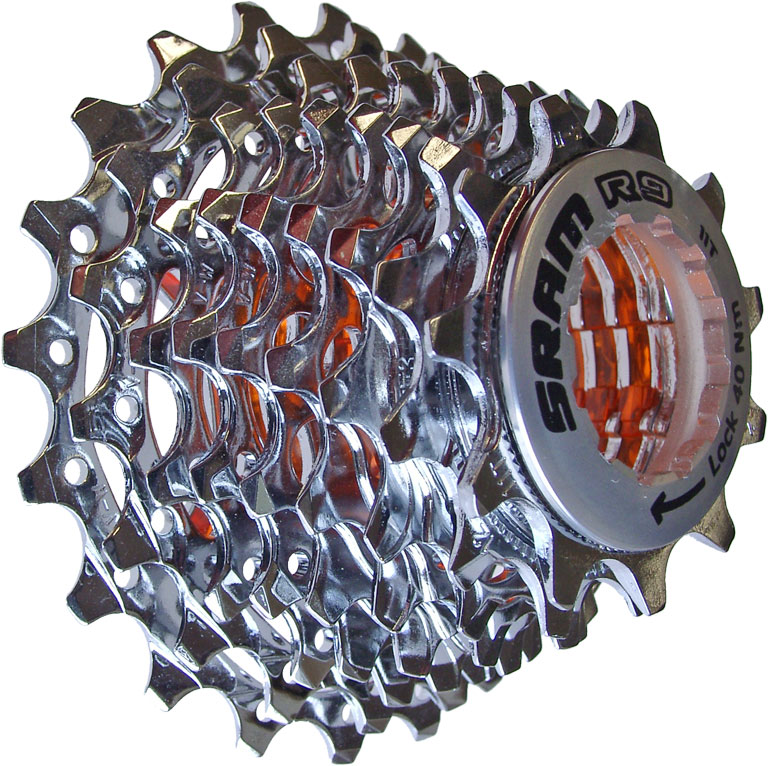
Kaseta szosowa firmy SRAM

Tylne koła zębate rowerowe – część układu napędowego roweru montowana na piaście tylnego koła. Tylne koła zębate umożliwiają zmianę biegów przy pomocy przerzutki i jednocześnie zapewniają przenoszenie na tylne koło roweru energii mechanicznej uzyskiwanej w wyniku obracania korb nogami rowerzysty. Często mylnie nazywane zębatkami.

## Konstrukcja i typy samych kół zębatych
Rozstaw i ogólny kształt zębów jest jednakowy w olbrzymiej większości tylnych kół zębatych na rynku. Odległość między dwoma zębami wynosi zawsze 0,5 cala (ok. 13 mm), podobnie jak w przednich kołach zębatych. Kształt zębów jest również znormalizowany. Zęby są ścinane w kształt wklęsłej hiperboli o ściśle znormalizowanych wymiarach.
Koła zębate różnią się jednak rodzajem nacięć na bocznych ściankach, których zadaniem jest łatwiejsze przechodzenie łańcucha z jednego koła zębatego na drugie w momencie zmiany biegu pod warunkiem stosowania łańcucha zgodnego z danym systemem nacięć. Bardzo popularne w Polsce są produkowane przez firmę Shimano systemy UG, HG i IG, które są bardziej szczegółowo opisane pod hasłem przednie koła zębate.
Koła zębate są wykonywane ze stopów aluminium, stali, a w najdroższych wariantach z tytanu. Zazwyczaj z aluminium wykonuje się koła zębate o największej liczbie zębów, zaś koła zębate mniejsze wykonuje się ze stali chromowo-molibdenowej lub tytanu. Droższe odmiany kół zębatych mają konstrukcję ażurową, z dodatkowymi otworami ulżeniowymi wierconymi w celu zminimalizowania ich masy, przy zachowaniu dobrej wytrzymałości mechanicznej.

## Konstrukcja i sposoby montowania zestawów kół zębatych do piasty
W najprostszym wariancie, w rowerach nie posiadających zewnętrznej przerzutki, występuje tylko jedno koło zębate tylne, zwykle nakręcane wprost na wałek tylnej piasty lub nawet tworząca z nim jedną całość.
W rowerach z tylną przerzutką występuje od 3 do nawet 13 kół zębatych. Najmniejsze stosowane koła zębate posiadają 9 zębów, zaś największe 52. Czym większa rozpiętość rozmiarów największego i najmniejszego koła zębatego w zestawie, tym większy zakres przełożeń. Z drugiej jednak strony, czym większe różnice liczby zębów w następujących po sobie kołach zębatych, tym trudniej jest zmieniać biegi. Najlepszym sposobem połączenia dużego zakresu przełożeń z łatwością zmiany biegów jest zwiększanie liczby kół zębatych, co pociąga za sobą konieczność zmniejszania szerokości łańcucha, co dla utrzymania jego wytrzymałości wymusza stosowanie coraz droższych materiałów do jego produkcji.
W rowerach górskich zestawy składają się z kół zębatych różniących się od siebie kolejno o 1, 2, 3, a nawet 4 zęby. Np. typowy zestaw kasety z 8 kołami zębatymi do roweru górskiego to 11-12-14-16-18-21-24-28-32 zęby. W rowerach szosowych większość kół zębatych w zestawie różni się od swoich sąsiadów o 1 ząb i tylko największe mogą różnić się o 2 zęby. Np. typowy zestaw kasety z 8 kołami zębatymi do roweru szosowego to 12-13-14-15-16-17-19-21 zębów.
Zestawy kół zębatych tylnych posiadają kilka różnych konstrukcji łączenia z piastą, które wymuszają też określoną konstrukcję samej tylnej piasty. Są to:
- Nierozbieralne systemy ze zintegrowanym wolnobiegiem (sprzęgło jednokierunkowe) – ich wadą jest to, że uszkodzenie choć jednego z kół zębatych wymaga wymiany całego mechanizmu, oraz to, że mechanizm wolnobiegu jest w nich otwarty i nieuszczelniony. Ich zaletą jest natomiast prostsza konstrukcja piasty, dzięki czemu cena zestawu piasta + koła zębate jest dużo niższa niż w systemach z bębenkiem. Tego rodzaju systemy występują w najtańszych grupach osprzętu i obecnie powoli znikają z rynku.
- Nierozbieralne systemy kasetowe zakładane na bębenek. W systemach tych koła zębate tworzą jedną, nierozbieralną część, którą jednak montuje się na bębenek piasty, w którym ukryty jest mechanizm wolnobiegu. Dzięki temu mechanizm ten można dobrze uszczelnić i nie trzeba go wymieniać przy każdym uszkodzeniu kół zębatych. Systemy takie występują w średnio drogich grupach osprzętu.
- Rozbieralne systemy kasetowe zakładane na bębenek. W systemach tych koła zębate są również łączone w kasetę, ale kasetę tę można rozmontowywać na pojedyncze koła, co umożliwia wymianę poszczególnych kół zębatych. Zestawy takie są spotykane w droższych grupach osprzętu. W najdroższych grupach osprzętu, część kół zębatych (3-5 największych) dla zmniejszenia masy jest montowana na specjalnym aluminiowym pałąku i tworzy jedną, nierozbieralną część, zaś pozostałe, najmniejsze, montuje się na bębenek oddzielnie. Rozwiązanie to jest podyktowane faktem, że mniejsze koła podlegają większym siłom ścinającym, szybciej się więc zużywają, dzięki temu można je wymieniać pojedynczo bez kupowania całej kasety.